# کمال بوغانم
کمال بوغانم (انگلیسی: Kamel Boughanem؛ زادهٔ ۱۶ مارس ۱۹۷۹) بازیکن فوتبال اهل فرانسه است.
از باشگاه‌هایی که در آن بازی کرده‌است می‌توان به باشگاه فوتبال لشو دو فوند، باشگاه فوتبال لوگانو، باشگاه فوتبال لوزان-اسپورت، و باشگاه فوتبال میرن اشاره کرد.